# Luxemburgse kwestie

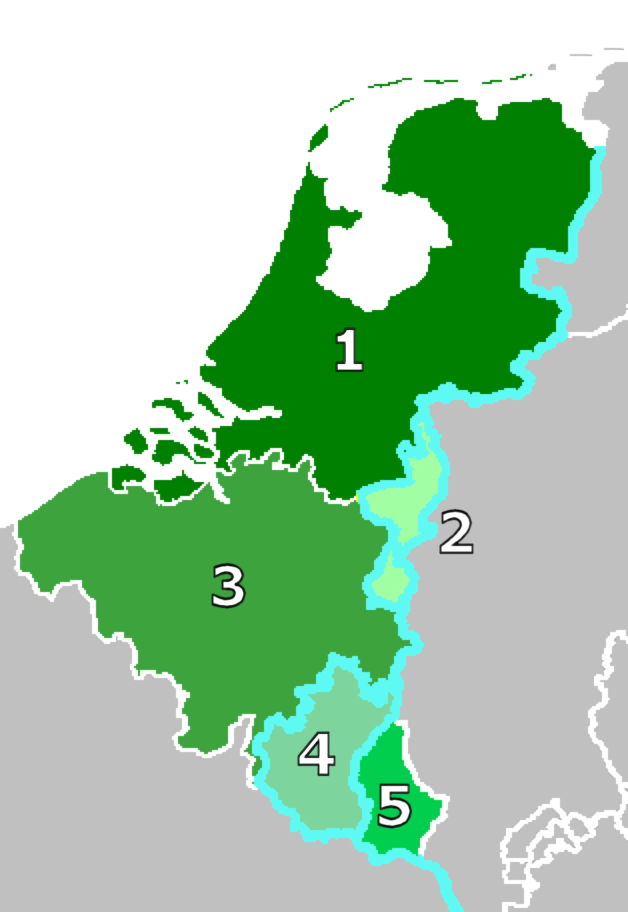
Kaart met het grondgebied van het voormalige Verenigd Koninkrijk der Nederlanden (1815-1830). In 1839 kreeg België (3) het westelijk deel van Luxemburg (4) toegewezen, terwijl het oostelijk deel van Luxemburg (5) in personele unie verbonden was met Nederland (1+2), maar in feite onder Pruisische militaire controle stond.

De Luxemburgse kwestie was een diplomatiek conflict in 1867 omtrent het voornemen van Frankrijk om het groothertogdom Luxemburg aan te kopen. Door de kwestie dreigde er oorlog tussen Frankrijk en Pruisen en viel voor het eerst in de Nederlandse politieke geschiedenis een kabinet als gevolg van een conflict met het parlement.

## Politieke situatie in Luxemburg
Het Congres van Wenen had in 1815 bepaald dat het groothertogdom Luxemburg toekwam aan Willem I der Nederlanden. Deze toewijzing was een compensatie voor het verwerven door Pruisen van de gebieden Nassau-Dillenburg, Siegen, Hadamar en Diez. Het groothertogdom Luxemburg werd daardoor in een personele unie verbonden met het Verenigd Koninkrijk der Nederlanden, waarbij de Nederlandse koning tevens de titel van groothertog van Luxemburg droeg.
Hoewel Luxemburg in de Belgische onafhankelijkheidsstrijd sinds 1831 grotendeels onder het bestuur stond van de Belgen, werd het opgedeeld, hetgeen men de Derde Luxemburgse Deling noemt. Het Duitstalige oostelijke deel bleef in een personele unie verbonden met Nederland en bleef ook in de Duitse Bond, terwijl het Franstalige westelijke deel van Luxemburg aan België toekwam. Dit gebied is vandaag de dag de Belgische provincie Luxemburg. Omdat de Duitse Bond hierdoor een stuk verloor, werd ter genoegdoening ook het hertogdom Limburg lid van de Bond.
In 1842 trad Luxemburg ook toe tot de Zollverein, de douane-unie die onder invloed van Pruisen was opgericht. Hoewel Luxemburg sinds 1848 een eigen parlement en regering had, verbleef er sinds 1815 een Pruisisch garnizoen in Luxemburg-Stad, waardoor het groothertogdom militair onder Pruisische controle viel.

## Verloop van het conflict

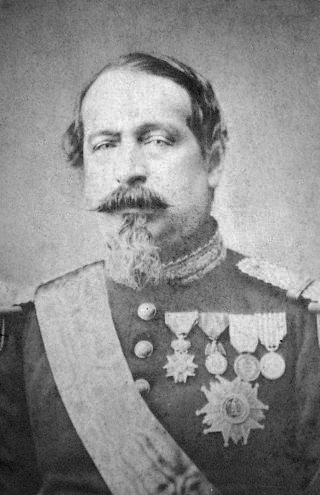
De Franse keizer Napoleon III.

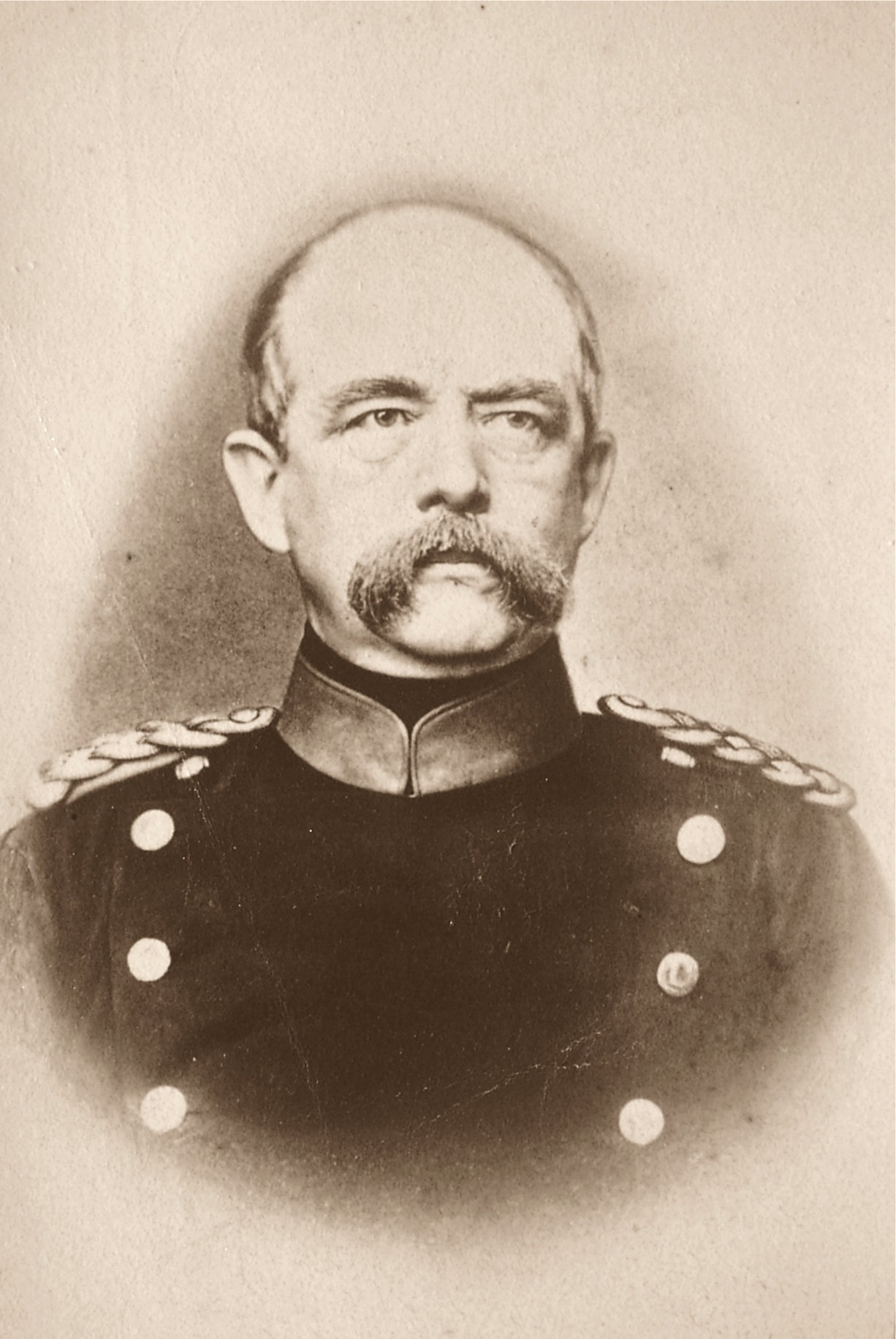
De Pruisische kanselier Otto von Bismarck.

### Frans-Pruisische onderhandelingen
De Franse keizer Napoleon III voerde rond 1860 zijn imperialistische politiek op. De Franse overwinning in de Krimoorlog (1853-1856) en de opkomst van Pruisen zette hem ertoe aan om nieuwe territoriale expansies te doen. Zeker na de Pruisische overwinning in de Oostenrijks-Pruisische Oorlog in 1866 wilde Napoleon III deze opkomende grootmacht van antwoord dienen, omdat deze Pruisische opkomst het machtsevenwicht tussen de Europese grootmachten dreigde te verstoren.
Frankrijk en Pruisen voerden ten tijde van de Pruisisch-Oostenrijkse Oorlog in 1866 in het grootste geheim diplomatieke onderhandelingen om de spanningen tussen beide landen te doen afnemen. De Franse keizer Napoleon III zag hierin kansen tot territoriale expansie, terwijl ook de Pruisische kanselier Otto von Bismarck de voordelen van zulk overleg inzag, met de Duitse eenwording in het achterhoofd. Bismarck wilde immers Pruisen en de Zuid-Duitse staten, zoals Baden, Württemberg en Beieren, in één rijk verenigen. Met dat doel was het voor hem zaak om Franse inmenging in het conflict met Oostenrijk of in het proces van de Duitse eenwording uit te sluiten. Hiertoe zegde Bismarck gebiedsuitbreidingen toe aan Frankrijk. Deze zouden echter niet bestaan uit de overdracht van Pruisische gebieden. Indien Frankrijk niet langer invloed zou laten gelden in de Zuid-Duitse staten, zou Pruisen zich niet verzetten tegen een Franse annexatie van België en Luxemburg. De beide imperiale machten overwogen zelfs een bondgenootschap om hun gebiedsuitbreidingen te beschermen tegen buitenlandse invloeden met name uit het Verenigd Koninkrijk.

### Frans aanbod

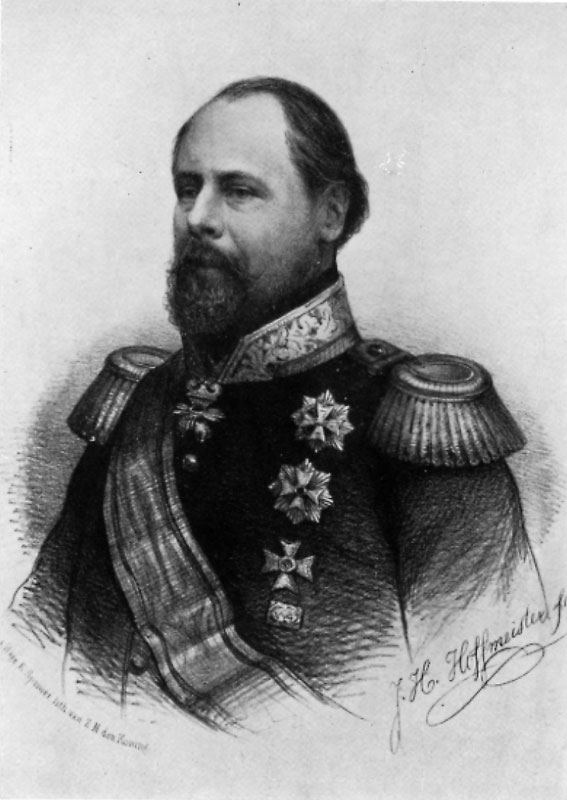
De Nederlandse koning en Luxemburgs groothertog Willem III.

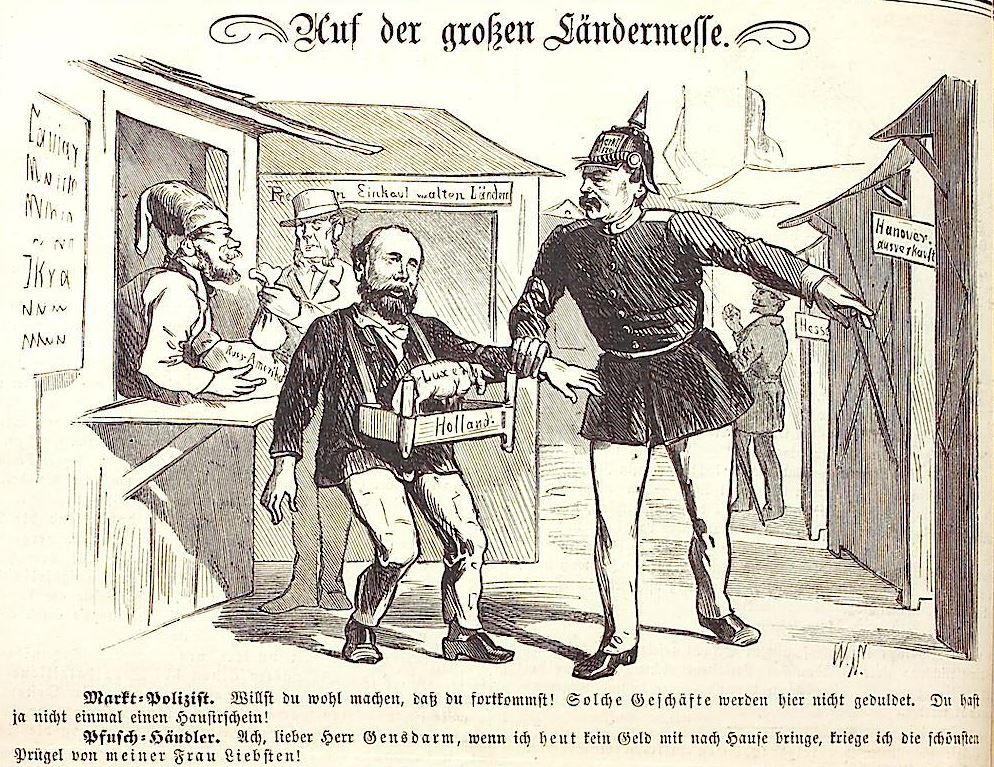
Spotprent in de Kladderadatsch: "Op de grote landenmarkt". Verzet van Duitsland tegen de voorgenomen verkoop van Luxemburg aan Frankrijk. Koning Willem III biedt als loshandelaar Luxemburg te koop aan. Bismarck als marktpolitieman verbiedt dat. In de achtergrond is de verkoop van Alaska aan de Verenigde Staten te zien om de dubbele standaard te tonen. De gesloten kraam Hannover verwijst naar de inlijving van het koninkrijk Hannover door Pruisen. In de kraam Hessen vindt klaarblijkelijk de afstand van Hessische gebieden aan Pruisen plaats (1866).

Tezelfdertijd poogde de Nederlandse koning om Nederlands-Limburg aan de Duitse invloed te onttrekken door het uit de Noord-Duitse Bond te houden. Bismarck gaf aan dat Nederlands-Limburg lid diende te worden van de Noord-Duitse Bond en dreigde met het annexeren van het deel van Limburg ten oosten van de Maas als die toetreding uit zou blijven.
Hierop polste Willem III bij Frankrijk om militaire steun in geval van een Pruisische inval in Nederland. Frankrijk was bereid hierop in te gaan, maar zag tegelijk ook kansen op een gebiedsuitbreiding. Van alles wat keizer Napoleon III op het oog had, was de annexatie van het groothertogdom Luxemburg het meest plausibel. De Franse regering benaderde hiertoe Willem III met een voorstel om Luxemburg voor vijf miljoen gulden over te kopen. Om een Franse inval in Luxemburg te vermijden, had Willem III net gepoogd om het groothertogdom op te nemen in de Noord-Duitse Bond. Overeenkomstig het geheime Frans-Pruisisch akkoord, waarvan de Nederlanders niet op de hoogte waren, weigerde Bismarck deze toetreding. Vanwege deze weigering gingen Willem III en de Nederlandse minister van Buitenlandse Zaken Jules van Zuylen van Nijevelt op 23 maart 1867 in op het Franse bod.

### Pruisische tegenstand
Ondertussen maakte kanselier Bismarck de geheime allianties met de Zuid-Duitse staten bekend. Hierop vreesde Willem III een militair conflict, waarbij Nederland ingesloten zou raken tussen de grootmachten Frankrijk en Pruisen. Willem III maakte daarom de verkoop van Luxemburg aan Frankrijk afhankelijk van Pruisische instemming. Hierdoor kwamen de plannen om Luxemburg te verkopen in de openbaarheid en kwam de kwestie aan bod in de Europese kranten. Willem III stuurde vervolgens zijn oudste zoon prins Willem als speciaal gezant naar Frankrijk. Op 28 maart 1867 overhandigde de kroonprins in Parijs een schriftelijke verklaring namens zijn vader, waarin die Luxemburg afstond aan Frankrijk. Op 31 maart 1867 reisde de Franse gezant Baudin met de overeenkomst naar Den Haag. De overdracht liet nadien op zich wachten, tot ongeduld van Frankrijk, dat dreigde met een inval.
De Duitse publieke opinie reageerde verontwaardigd op het nieuws van de geplande verkoop van Luxemburg aan Frankrijk. Het huis Luxemburg had doorheen de geschiedenis immers vier roomse keizers geleverd en werd mede beschouwd als grondslag voor de Duitse geschiedenis. Daardoor was het voor velen ondenkbaar dat dit gebied in Franse handen zou terechtkomen. In het licht van deze omstandigheden kon kanselier Bismarck zijn geheime beloftes ten aanzien van Frankrijk niet nakomen, waardoor hij Willem III aanzette om de verkoop af te blazen.

### Tegenreactie in Frankrijk en Luxemburg
Ook de Franse publieke opinie roerde zich op zijn beurt, wat resulteerde in de mobilisatie van de Franse troepen, terwijl Pruisische parlementsleden bij Bismarck aanstuurden op een mobilisatie van de Noord-Duitse Bond. In Luxemburg zelf provoceerden pro-Franse activisten het Pruisische garnizoen en volgden er verschillende demonstraties. Hoewel ze zichzelf als Duits beschouwden, hadden veel Luxemburgers sympathie voor Frankrijk, omdat velen onder hen werk vonden in Frankrijk. Anderen in Luxemburg riepen hun groothertog Willem III dan weer op om de verkoop niet te laten doorgaan met de slagzin "Mir wëlle bleiwe wat mir sin" ("We willen blijven wat we zijn"). Tot op vandaag is dit het devies van Luxemburg.

### Congres van Londen
Frankrijk zette zijn dreigement niet door en de verkoop van Luxemburg ging definitief niet door. Hiermee waren de spanningen echter nog niet verdwenen. In Luxemburg-Stad bevond zich immers nog steeds een Pruisisch garnizoen. Op initiatief van de Russische minister van Buitenlandse Zaken Alexander Michailovitsj Gortsjakov werd daarom het Congres van Londen belegd. Dit congres vond plaats van 7 tot 11 mei 1867. 
In het verdrag dat afgesloten werd, werden de volgende zaken vastgelegd:
- Frankrijk verzaakte aan zijn aanspraken op het groothertogdom Luxemburg. Groothertog Willem III bleef er aan de macht.
- Pruisen trok zijn garnizoen terug uit het groothertogdom. De Vesting Luxemburg zou worden ontmanteld als de groothertog dat nodig achtte.
- In toekomstige militaire conflicten diende Luxemburg neutraal te blijven.
- Het groothertogdom Luxemburg bleef buiten de Noord-Duitse Bond.
- Op verzoek van de Nederlandse regering werd nog een extra artikel opgenomen dat bepaalde dat ook alle banden tussen Duitsland en de Nederlandse provincie Limburg na de opheffing van de Duitse Bond hadden opgehouden te bestaan.
- De grootmachten die zich in het Verdrag van Londen van 1839 garant hadden gesteld voor de onafhankelijkheid en de neutraliteit van België, te weten Frankrijk, Pruisen, het Verenigd Koninkrijk, Oostenrijk en Rusland, dienden tevens te waken over de naleving van dit verdrag.

## Politieke gevolgen

### Frankrijk
De Luxemburgse kwestie toonde de invloed van de publieke opinie en het groeiende belang van het nationalisme. De periode van diplomatieke onderhandelingen leek aan het einde van de jaren 1860 eveneens voorbij. Tevens kwamen de tegenstellingen tussen Frankrijk en Pruisen duidelijk aan het licht. Het werd Napoleon III ook duidelijk hoe kanselier Bismarck het strategische spel sinds 1864 heeft gespeeld. De opkomende grootmacht Pruisen groeide immers uit tot het schrikbeeld van Oostenrijk en Rusland en leek gemaakte afspraken met Frankrijk niet na te komen. Napoleons buitenlands beleid kwam om die reden onder vuur te liggen. Achteraf gezien leek de Luxemburgse kwestie een voorbode voor de Frans-Pruisische Oorlog van 1870.

### Luxemburg
Voor Luxemburg kan het belang van deze crisis niet worden overschat. Het land zag zijn onafhankelijkheid en soevereiniteit bevestigd door de Europese grootmachten. Bovendien stelde de terugtocht van het Pruisische garnizoen en andere maatregelen ingevolge het Verdrag van Londen het groothertogdom en de stad Luxemburg in staat om zich zonder beperkingen te ontwikkelen, in het bijzonder in het licht van de industriële revolutie en de ontwikkeling van de staalindustrie in het land.

### Nederland
Op territoriaal gebied pakte deze kwestie voor Nederland goed uit want het verzekerde zich hierdoor definitief van de provincie Limburg die hierna nooit meer bedreigd zou worden door het veel grotere Duitsland. Luxemburg was door zijn complexe status voornamelijk een bron van politieke problemen en de Nederlandse regering was blij hiervan af te zijn. 
Toch werd de minister van Buitenlandse Zaken in de Tweede Kamer niet als een held binnengehaald. De liberalen in het parlement vonden dat minister Jules van Zuylen van Nijevelt met zijn eigenmachtige optreden in deze zaak de Nederlandse neutraliteit in gevaar had gebracht. Er ontstond een grondwettelijk conflict, waarbij het kabinet wilde aanblijven en daarin werd gesteund door koning Willem III, terwijl de Tweede Kamer wenste dat het kabinet opstapte. De Tweede Kamer keurde de begroting voor Buitenlandse Zaken af en dit had tot gevolg dat een vertoornde Willem III het parlement ontbond.
Het nieuw gekozen parlement echter verwierp bij motie de ontbinding van het vorige parlement en stemde opnieuw tegen de begroting. Dit had uiteindelijk als gevolg dat het kabinet opstapte. Vanaf dat moment zou geen enkel kabinet meer tegen de wens van een Tweede Kamermeerderheid blijven zitten. Hieruit ontstond de vertrouwensregel, een ongeschreven regel van het Nederlandse staatsrecht.